# Église Saint-Nicolas de Maule
Pour les articles homonymes, voir église Saint-Nicolas.
L’église Saint-Nicolas est un édifice de styles roman et gothique dont l'origine remonte au XIe siècle qui  se trouve dans la commune française de Maule, dans les Yvelines. Elle a été classée monument historique par arrêté du 19 mars 1883.

## Histoire
- Durant l'Antiquité, l'emplacement actuel de l'église était alors dédié au culte de Jupiter.
- La toute première église de Maule remonte au XIe – XIIe siècle.
- 1076: Pierre de Maule fait don des églises de la ville aux moines bénédictins de Saint-Evroult en Normandie.
- XIIIe siècle : édification de la  salle basse.
- XVe siècle : édification du bâtiment du prieuré aujourd'hui partiellement conservé à côté de l'église.
- 1528-1547: l'édifice est pourvu d'une tour Renaissance.
- XIXe siècle : restauration de l'édifice.
- 1883 : classement monument historique.
- 1938 : fondation du musée Victor Aubert dans l'ancien prieuré.
- 1997 : création de l'Espace culturel du prieuré devenu en 2013 Espace culturel Marcel Tréboit.

## Architecture
Mêlant à la fois l'architecture gothique et romane, elle fut construite dans une tradition plutôt normande.
La crypte romane à double accès qui est l'une des plus grandes des Yvelines est retenue par des colonnes aux chapiteaux godronnés.

## Le prieuré Notre-Dame

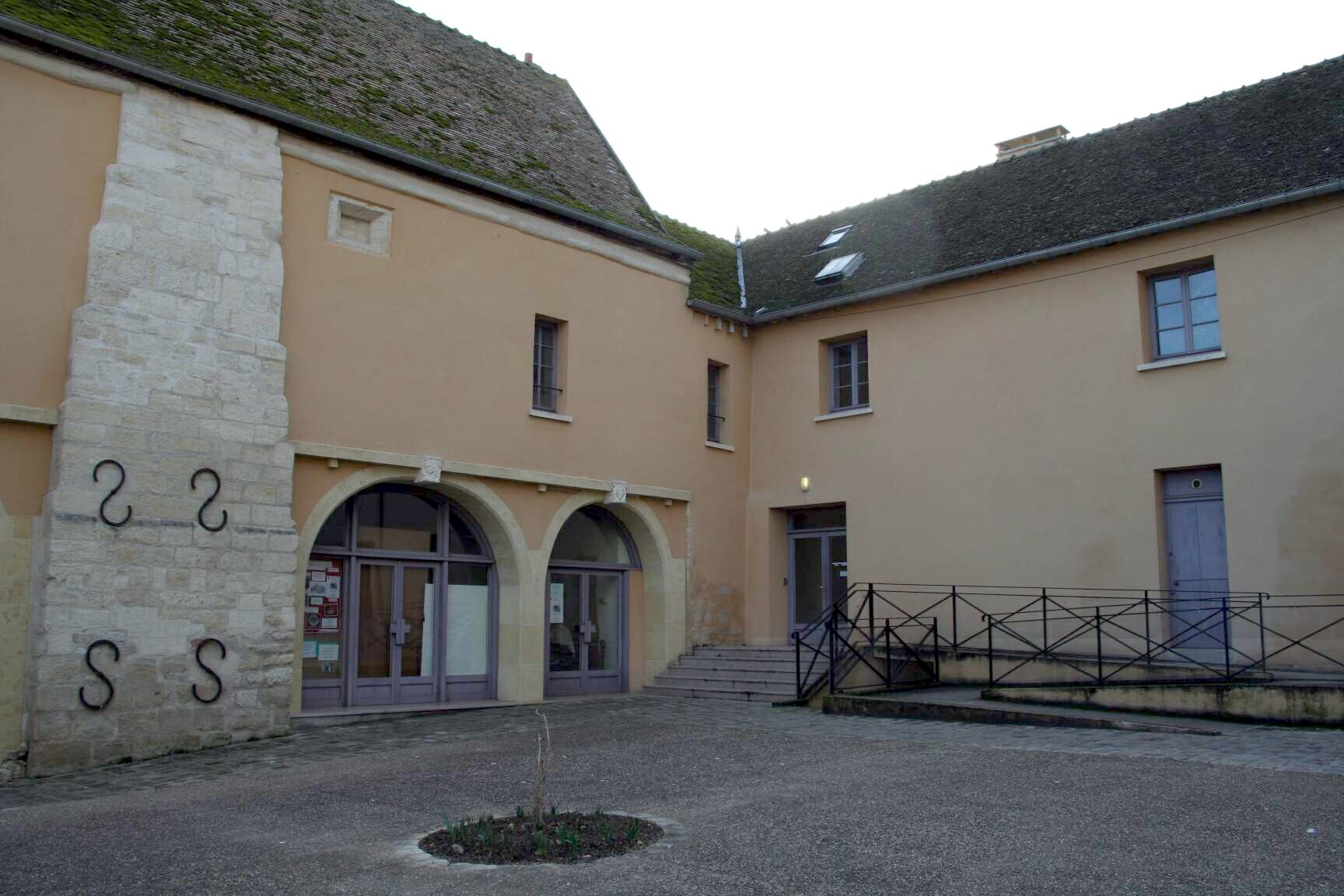
Le prieuré Notre-Dame et le Musée

Cet ensemble de bâtiments du XVe siècle, adossés à l'église entoure une cour carrée abritant un bosquet de fleurs et de buissons de style Renaissance. L'historien Ordéric Vital y séjourna en 1106.
L'intérieur est divisé en plusieurs sections:
- le musée Victor Aubert : ce musée municipal fondé en 1938 par Victor Aubert (1874-1948), archéologue maulois, accueille les vestiges antiques et féodaux de la vallée de la Mauldre ainsi que des œuvres folkloriques des arts et traditions populaires. Le premier étage est destiné à la paléontologie, la Préhistoire, l'époque gallo-romaine et le Moyen Âge,

le rez-de-chaussée est consacré aux arts populaires et à l'époque contemporaine.
- la bibliothèque municipale de Maule.
- Deux salles d'exposition temporaire.

## La confrérie de Saint-Sébastien

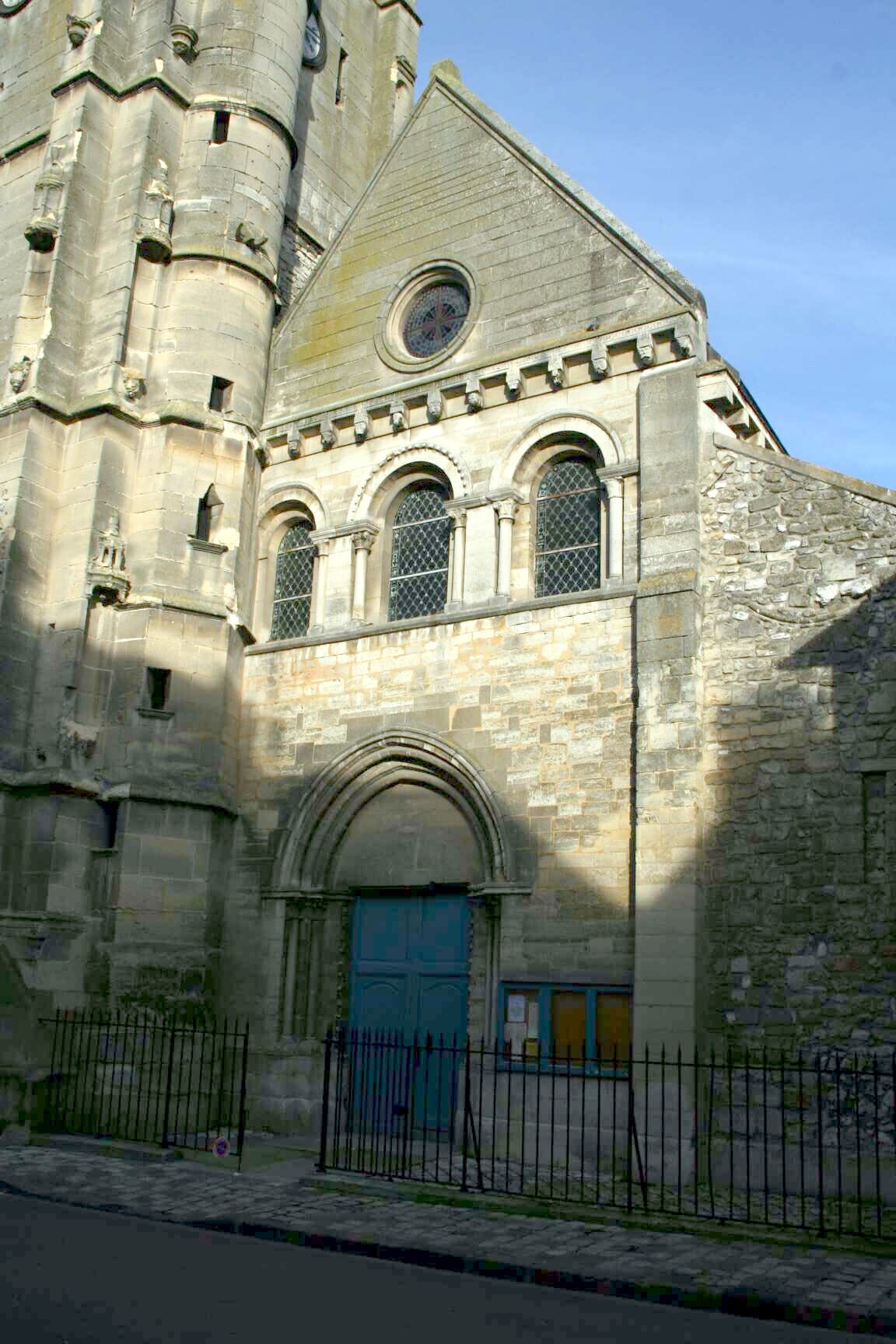
Entrée de l'église

On sait que saint Sébastien, martyr, devint le patron des tireurs à l'arbalète pour avoir servi de cible aux archers de Dioclétien.
La confrérie de Saint-Sébastien qui se réunissait durant l'Ancien Régime regroupait des Maulois de tous métiers qui vivaient dans la piété et l'amitié. La fête du village se tenait le jour de la Saint-Sébastien, le 20 janvier. Les procès verbaux de la confrérie ont été conservés depuis 1667, le dernier date de 1795.